# Dolopione
Dolopione è un personaggio della mitologia greca, citato nell'Iliade di Omero.

## Mitologia
Dolopione era un troiano, suddito di Priamo e suo coetaneo. Era padre del bellissimo Ipsenore, il gran sacerdote del fiume Scamandro: entrambi erano tenuti in grande considerazione dai loro concittadini. A causa dell'età avanzata Dolopione non poté combattere nella guerra di Troia. S'ignora la sua sorte dopo la caduta della città.